# (3962) Valiaev
(3962) Valiaev es un asteroide que forma parte del cinturón exterior de asteroides y fue descubierto por Tamara Mijáilnovna Smirnova el 8 de febrero de 1967 desde el Observatorio Astrofísico de Crimea, en Naúchni.

## Designación y nombre
Valiaev se designó inicialmente como 1967 CC.
Más adelante, en 1994, a propuesta del Instituto de Astronomía Teórica, fue nombrado en honor del astrónomo soviético Valeri Valiaev.

## Características orbitales
Valiaev orbita a una distancia media del Sol de 3,21 ua, pudiendo alejarse hasta 3,579 ua y acercarse hasta 2,841 ua. Su inclinación orbital es 1,999 grados y la excentricidad 0,115. Emplea en completar una órbita alrededor del Sol 2100 días.

## Características físicas
La magnitud absoluta de Valiaev es 12,3.